# Andrés Chitiva
Andrés Chitiva (* 13. August 1979 in Bogotá) ist ein ehemaliger kolumbianischer Fußballspieler, der im Mittelfeld bzw. im Angriff agiert hat.

## Leben
Chitiva begann seine Profikarriere bei seinem Heimatverein CD Los Millonarios, bei dem er in den Spielzeiten 1999 und 2000 unter Vertrag stand.
Anfang 2001 wechselte er zum mexikanischen Erstligisten CF Pachuca, für den er sein Erstligadebüt in einem Ligaspiel des Torneo Verano 2001 bei Deportivo Toluca gab, das mit 5:3 gewonnen wurde und zu dem er sogleich einen Treffer beisteuerte.
Mit den Tuzos erlebte er zugleich seine erfolgreichste Zeit und gewann mit ihnen viermal die mexikanische Meisterschaft, dreimal den CONCACAF Champions’ Cup sowie einmal die Copa Sudamericana.
Seit Sommer 2008 war er auf Leihbasis für diverse mexikanische Vereine tätig und zuletzt in der zweitklassigen Liga de Ascenso für die Tiburones Rojos de Veracruz. Mitte 2011 wechselte er zu CF Pachuca, wo er nur noch einmal zum Einsatz kam und seine Laufbahn Ende des Jahres beendete.

## Erfolge
- Mexikanischer Meister: Inv 2001, Ape 2003, Cla 2006, Cla 2007
- CONCACAF Champions’ Cup: 2002, 2007, 2008
- Copa Sudamericana: 2006